# Jaime Guiscafré-Ramon
Jaime Guiscafré-Ramon (* 1957) ist ein lateinamerikanischer Gitarrist und Komponist.
Guiscafrés Repertoire als Gitarrist umfasst neben der klassischen Musik den Latin Jazz und die Weltmusik. Für den Soundtrack zu dem Dokumentarfilm Hispanic Mosaic, den er komponierte und spielte, erhielt er 1988 einen Emmy Award. 1999 veröffentlichte er das Soloalbum Seven Latin American Composers mit Werken der Komponisten Leo Brouwer, Juan Campos, Manuel María Ponce, Atahualpa Yupanqui, Ernesto Grenet, Julio Salvador Sagreras und einer eigenen Komposition. Ein weiteres Album mit eigenen Solo- und Ensemblewerken und Kompositionen von Byron Yasui, Amy Dunker und William Ortiz spielte er 2003 mit dem Flötisten Roscoe Mitchell unter dem Titel new music for guitar ein. 2001 spielte er in Puerto Rico die Uraufführung seines Werks Villancico für Chor und Gitarre. Guiscafré verfasste 1988 eine Dissertationsschrift über den argentinischen Gitarristen Julio Salvador Sagreras. Er unterrichtet am Clarke College in Dubuque, Iowa.

## Weblink
- Homepage von Jaime Guiscafré